# SaGa Frontier
SaGa Frontier (サガ フロンティア SaGa Furontia?) es un videojuego de rol para PlayStation publicado por Square, lanzado en Japón el 11 de julio de 1997. El juego fue publicado más tarde por Sony Computer Entertainment (SCEA) en América del Norte el 25 de marzo de 1998. Es el séptimo juego de la serie SaGa y el primero en ser lanzado en PlayStation. El juego fue dirigido y producido por Akitoshi Kawazu con la ayuda del planificador jefe Koichi Ishii y el compositor musical Kenji Ito.
La trama de SaGa Frontier se lleva a cabo en un universo de ciencia ficción y fantasía llamado las Regiones, un grupo de mundos con diferentes grados de cultura, razas únicas, tecnología y magia. El juego permite al jugador seguir las hazañas de uno de los siete protagonistas, cada uno con su propia historia y meta. El juego sistema Free Scenario ofrece una gran cantidad de juego no lineal, que permite al jugador viajar libremente entre muchas de las Regiones, interactuar con otros personajes, y tomar parte en el combate por turnos.
SaGa Frontier disfrutó de gran éxito comercial, vendiendo más de un millón de copias en todo el mundo. El juego fue, en general, bien recibido en Japón y se reeditó el 26 de noviembre de 2008 en la PlayStation Network japonesa para PS3 y PSP. Sin embargo, recibió críticas desiguales en América del Norte, sobre todo debido al sistema Free Scenario.
- Datos: Q2660498